# Galgenberg (Rappottenstein)
Der Galgenberg ist eine Anhöhe der Marktgemeinde Rappottenstein im Bezirk Zwettl in Niederösterreich.
Der 690 m ü. A. hohe Berg befindet sich im Nordosten von Rappottenstein und diente früher als Hinrichtungsstätte der Herrschaft Rappottenstein. Er liegt gegenüber dem Hauserberg (715 m ü. A.), die beide den Marktort Rappottenstein umrahmen. In seiner südlichen Gipfelregion liegen heute zwei Tennisplätze, an seiner Ostseite entsteht die Galgenbergsiedlung und im Westen die Sonnleitensiedlung. Im Süden führt die Königswiesener Straße vorüber.
Die Künstlerin Linde Waber stellte 1967 den Farbholzschnitt Der Galgenberg bei Rappottenstein her, der sich im Eigentum des Niederösterreichischen Landesmuseum befindet.